# 도쿠시마 대학
도쿠시마 대학(일본어: 徳島大学 도쿠시마다이가쿠[*])은 일본의 국립 대학이다. 대학 본부는 도쿠시마현 도쿠시마시에 있다.

## 연혁
도쿠시마 대학은 1949년에 도쿠시마 의과대학(德島醫科大學), 도쿠시마 의학 전문학교(德島醫學專門學校), 도쿠시마 고등학교(德島高等學校), 도쿠시마 사범학교(德島師範學校), 도쿠시마 청년 사범학교(德島靑年師範學校), 도쿠시마 공업 전문학교(德島工業專門學校)를 통합하여 설립되었다.
도쿠시마 대학 본부는 구 도쿠시마 의학 전문학교 부속 병원(구 도쿠시마 시립 시민병원)이 위치한 곳에 있다. 부속 병원은 1945년에 전쟁으로 인해 파괴되어 다른 곳(현 구라모토(藏本) 캠퍼스)에 재건되었다.
조산지마(常三島) 캠퍼스는 구 도쿠시마 사범학교와 도쿠시마 공업 전문학교의 캠퍼스였다. 구 도쿠시마 공업 전문학교는 약학에 관한 학과를 설치한 일본에서 유일한 공업 전문학교였다.
- 1949년 : 도쿠시마 대학 발족 (학부: 학예학부, 의학부, 공학부).
- 1951년 : 약학부 설치.
- 1966년 : 학예학부를 교육학부로 개명.
- 1976년 : 치(齒)학부 설치.
- 1986년 : 교원양성과정이 나루토 교육대학(鳴門敎育大學)으로 이전. 교육학부를 종합과학부로 개편.

이하, 도쿠시마 대학에 통합된 구 학교들의 연혁이다.
- 1943년 2월 : 도쿠시마 현립 도쿠시마 의학 전문학교(德島縣立德島醫學專門學校) 설치.
- 1943년 4월 : 개교. 도쿠시마 시립 시민병원이 부속 병원이 됨.
- 1945년 4월 : 관립(국립) 도쿠시마 의학 전문학교가 됨.
- 1945년 7월 : 전쟁으로 인해 부속 병원 소실.
- 1947년 5월 : 제3학년, 제4학년을 도쿠시마 고등학교로 개편.
임상 실습 시설(부속 병원)이 불량하였기 때문에
- 1947년 10월 : 현 구라모토(藏本) 캠퍼스로 이전.
- 1948년 2월 : 도쿠시마 의과대학으로 승격.
- 1949년 5월 : 도쿠시마 대학 의학부가 됨.

- 1874년 5월 : 묘도 현(名東縣)이 도쿠시마 사범 기성 학교(德島師範期成學校)를 설립.
- 1875년 : 묘도 현 사범학교(名東縣師範學校)로 개칭.
- 1876년 8월 : 묘도 현이 고치현에 통합됨.
- 1876년 9월 : 고치 현 사범학교 분교(高知縣師範學校分校)로 개칭.
- 1877년 : 고치 현 도쿠시마 사범학교(高知縣德島師範學校)로 개칭.
- 1880년 3월 : 도쿠시마 현이 고치 현에서 독립.
- 1880년 4월 : 도쿠시마 사범학교로 개칭.
- 1887년 : 도쿠시마 심상 사범학교로 개칭.
- 1893년 : 도쿠시마 현 심상 사범학교로 개칭.
- 1898년 : 도쿠시마 현 사범학교로 개칭.
- 1899년 : 현 조산지마(常三島) 캠퍼스로 이전.
- 1908년 : 남자 사범학교와 여자 사범학교를 분리.
- 1943년 : 남자 사범학교를 여자 사범학교와 통합. 관립 도쿠시마 사범학교로 승격.
- 1949년 : 도쿠시마 대학 학예학부가 됨.

- 1922년 : 도쿠시마 현립 실업보습학교 교원 양성소(德島縣立實業補習學校敎員養成所) 설립.
- 1935년 : 도쿠시마 현립 청년학교 교원 양성소(德島縣立靑年學校敎員養成所)로 개칭.
- 1944년 4월 : 관립 도쿠시마 청년 사범학교로 승격.
- 1944년 8월 : 현 나루토시(鳴門市)로 이전.
- 1949년 : 도쿠시마 대학 학예학부가 됨.

- 1922년 : 도쿠시마 고등 공업학교(德島高等工業學校) 설립.
학과: 토목공학과, 기계공학과, 응용화학과 (농산공업 화학부, 제약(製藥) 화학부)
- 1923년 : 현 조산지마(常三島) 캠퍼스에 개교.
- 1937년 : 제약화학과 설치.
- 1944년 4월 : 도쿠시마 공업 전문학교로 개칭.
학과: 토목과, 기계과, 제약공업과, 화학공업과, 전기과
- 1944년 8월 : 현 나루토시로 이전.
- 1949년 : 도쿠시마 대학 공학부가 됨.

## 캠퍼스

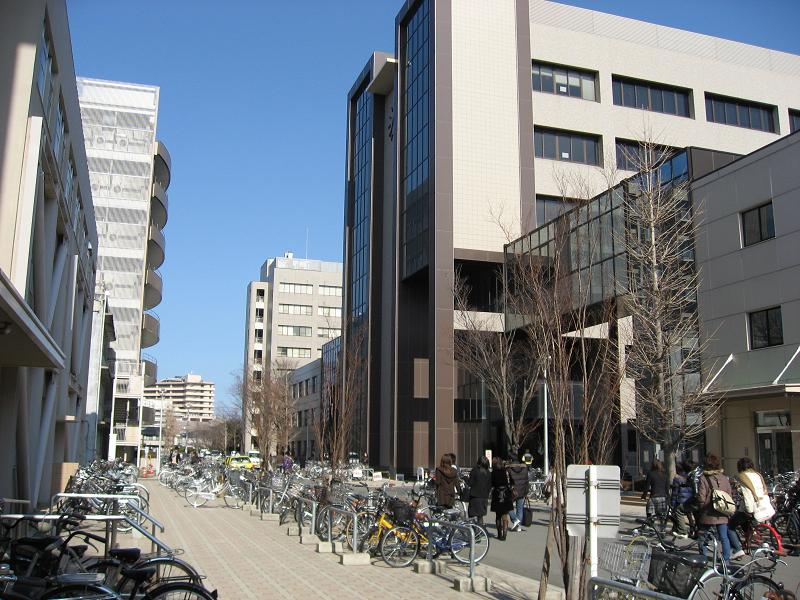
조산지마 캠퍼스 (공학부)

- 산쿠라(新藏) 캠퍼스: 대학 본부 캠퍼스.
- 도쿠시마현 도쿠시마시 신쿠라초(新藏町) 2-24.
- 조산지마(常三島) 캠퍼스: 종합과학부, 공학부 캠퍼스.
- 도쿠시마 현 도쿠시마 시 미나미 조산지마초(南常三島町) 1-1 (종합과학부).
- 도쿠시마 현 도쿠시마 시 미나미 조산지마초 2-1 (공학부).
- 구라모토(藏本) 캠퍼스: 의학부, 치(齒)학부, 약학부 캠퍼스.
- 도쿠시마 현 도쿠시마 시 구라모토초(藏本町) 3-18-15.
- 도쿠시마 현 도쿠시마 시 쇼마치(庄町) 1-78-1 (약학부).

## 조직

### 학부
- 종합과학부
  - 인간사회학과
  - 자연 시스템 학과
- 의학부
  - 의학과 (6년제)
  - 영양학과
  - 보건학과
- 치(齒)학부
  - 치학과 (6년제)
  - 구강보건학과
- 약학부
  - 약학과 (6년제)
  - 창제약과학과(創製藥科學科)
- 공학부
  - 건설공학과
  - 기계공학과
  - 화학응용공학과
  - 전기전자공학과
  - 지능응용공학과
  - 생물공학과
  - 광응용공학과

### 대학원
- 인간/자연 환경 연구과

교육부 (학생조직)
- 의과학 교육부 (구 의학 연구과)
- 구강과학 교육부 (구 치학 연구과)
- 영양생명과학 교육부 (구 영양학 연구과)
- 약과학(藥科學) 교육부 (구 약학 연구과)
- 보건과학 교육부
- 첨단기술과학 교육부 (구 공학 연구과)

연구부 (교원조직)
- 헬스 바이오사이언스 연구부 (일본어: ヘルスバイオサイエンス研究部, Institute of Health Biosciences)
- 소시오테크노사이언스 연구부 (일본어: ソシオテクノサイエンス研究部, Institute of Technology and Science)

### 부속기관
- 도서관
- 대학 병원